# Willem Drost

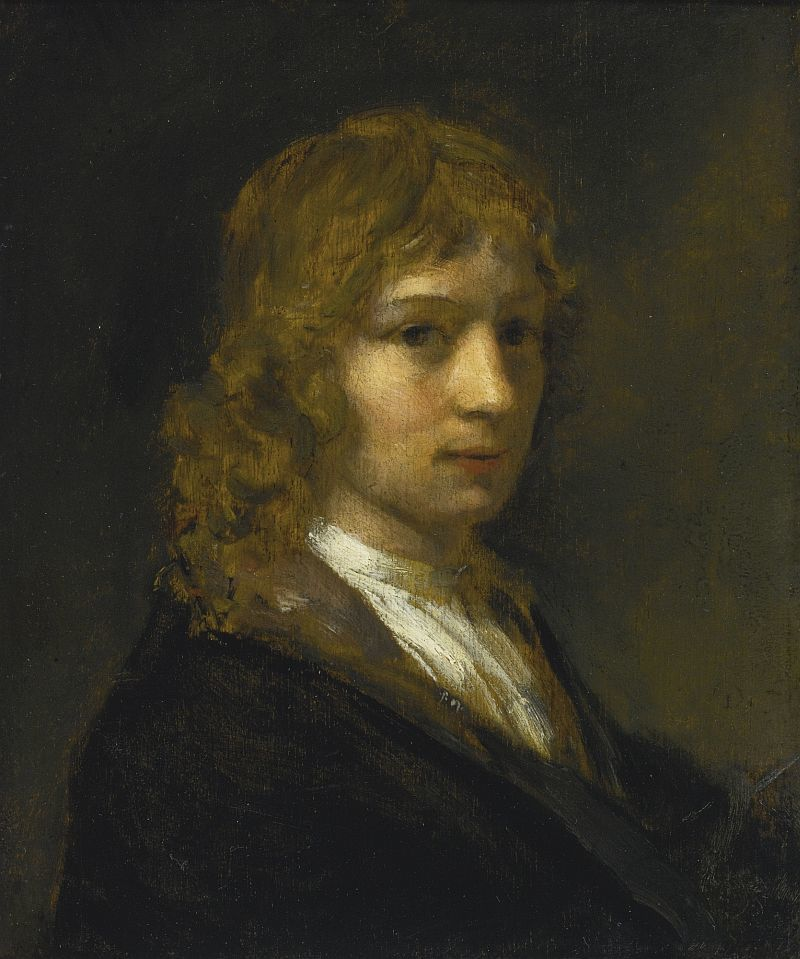
Selbstbildnis

Willem Drost (getauft 19. April 1633 in Amsterdam; † nach dem 25. Februar 1659 in Venedig) war ein holländischer Maler.

## Leben
Drost war ein bedeutender Rembrandt-Schüler. Sein Leben und sein Werk wurden erst seit den 1980er Jahren eingehender erforscht. Erst in jüngster Zeit ist es der Forschung gelungen, das ungefähre Geburts- und Sterbedatum zu ermitteln. Ein Großteil der Überlieferungen zu seiner Person beruht noch immer auf Mitteilungen des Kunstbiografen Arnold Houbraken.
In den späten 1640er Jahren zwischen 1648 und 1654 war Drost ein Schüler Rembrandts. Nach Abschluss der Ausbildung reiste er nach Italien, wo er zusammen mit seinem Malerkollegen Jan van der Meer d. J. nachweisbar ist. In Rom lernte er den Münchner Maler Johann Carl Loth kennen, mit dem er Freundschaft schloss und dem er später nach Venedig folgte. Gemeinsam schufen sie eine Serie mit Darstellungen der Evangelisten, die sich noch 1709 in der Sammlung Giorgio Bergonzi nachweisen lässt.
Eine Quelle, die die Anwesenheit eines Malers mit dem Namen „Drost“ als Zeuge bei der Inventarisierung der Gemäldesammlung eines Jan van Spyckoort in Rotterdam am 23. Dezember 1680 nennt, bezieht sich nach neueren Erkenntnissen vermutlich auf einen anderen Mann gleichen Namens, vielleicht einen Pieter Drost.
Die außergewöhnlich hohe Qualität der wenigen signierten Werke veranlasste die Forschung, ihm einige weitere qualitätsvolle Werke zuzuweisen, die früher Rembrandt selbst, seiner Werkstatt oder Nachfolge zugeschrieben waren. Willem Drost gilt heute als einer der begabtesten Nachfolger Rembrandts.

## Werke
- Berlin, Gemäldegalerie
  - Die Vision Daniels. (zugeschrieben)
- Berlin, Privatsammlung 
  - Flötenspieler. um 1655–1659 (am 27. Oktober 2004 bei Christie’s in London versteigert)
- Budapest, Szépmüvészeti Múzeum
  - Bildnis einer Frau. (zugeschrieben)
- Den Haag, Museum Bredius
  - Bildnis einer Frau. um 1653
- Dresden, Gemäldegalerie Alte Meister
  - Das Opfer Manoahs. um 1650 (zugeschrieben)
  - Bildnis eines Mannes mit roter Pelzmütze im Lehnstuhl. um 1654
  - Junge Frau mit Perlenschmuck. um 1654
  - Merkur und Argus.
- Dublin, National Gallery of Ireland
  - Bildnis eines Mannes. um 1655
- Florenz, Galleria degli Uffizi
  - Selbstbildnis. um 1655–1659
- Kassel, Gemäldegalerie Alte Meister
  - Mann im Harnisch. um 1655
  - „Noli me tangere“.
- Köln, Wallraf-Richartz-Museum
  - Selbstbildnis. (Leihgabe aus Privatbesitz)
- Kopenhagen, Statens Museum for Kunst
  - Lesender junger Mann ans Fenster seines Studierzimmers gelehnt.
- London, National Gallery
  - Bildnis einer jungen Frau. um 1653–1655
- London, Wallace Collection
  - Bildnis einer jungen Frau. um 1654
  - Der unbarmherzige Diener. um 1655 (zugeschrieben)
- Milwaukee, Collection Alfred Bader
  - Jugendlicher Isaac. um 1652/53
- New York, Metropolitan Museum of Art
  - Bildnis eines Mannes. um 1653
- Oxford, Ashmolean Museum
  - Ruth und Naomi.
- Paris, Musée National du Louvre
  - Bathseba. 1654
  - Bildnis eines jungen Mannes in Livree. um 1654
- Raleigh, North Carolina Museum of Art
  - Der heilige Matthäus und der Engel. um 1659
- St. Petersburg, Eremitage
  - Die Profetin Hannah mit einem Kind. (zugeschrieben)
- Washington, National Gallery of Art
  - Ein Philosoph. um 1653
- Winterthur, Sammlung Oskar Reinhart "am Römerholz"
  - Das Opfer Manoahs. Zeichnung, um 1655
- Verbleib unbekannt
  - Bildnis einer Frau in Fantasiekostüm. 1650 (zugeschrieben)
  - Küchenmagd in einem Fenster. 1654 (am 25. Juni 2002 bei Tajan, Espace in Paris versteigert)
  - Der heilige Johannes der Evangelist vor einer Landschaft. um 1655 (am 3. Dezember 1997 bei Sotheby’s in London versteigert)
  - Junge mit Strohhut und Flöte. um 1655–1659 (am 27. Januar 2000 bei Christie’s in New York versteigert)
  - Bildnis eines Jungen in Fantasiekostüm. (zugeschrieben – am 17. November 1993 bei Sotheby’s in Amsterdam versteigert)
  - Soldat. (zugeschrieben – am 4. Oktober 1996 bei Christie’s in New York versteigert)
  - Ein Offizier. (am 30. Januar 1997 bei Sotheby’s in New York versteigert)